# Zorii nopții
Trilogia Zorii nopții (titlu original The Night's Dawn Trilogy) este o serie space opera / science fiction a scriitorului britanic Peter F. Hamilton, publicată între 1996 și 1999.
Narațiunea amplă povestește despre un viitor în care omenirea se luptă cu sufletele morților care revin prin posedare în lumea celor vii (Al Capone și Fletcher Christian sunt printre cei care revin). Viitorul imaginat de Hamilton este expansiv și optimist, cu uriașe orașe spațiale care amintesc de Eden. El extrapolează problemele actuale ale amestecului tehnologiei cu biologia și devastarea mediului. Dar Hamilton nu uită partea întunecată a omenirii. Sărăcia, exploatarea sexuală și cruzimea încă macină civilizația noastră în Zorii nopții, iar coaliția împotriva posedaților este pusă în fața unei probleme morale: posedații nu pot fi distruși fără a fi omorâte gazdele.

## Conținut
Seria cuprinde trei romane epice:
- Disfuncția realității (1996)
- Alchimistul neutronic (1997)
- Zeul adormit (1999)

O culegere de povestiri, A Second Chance at Eden, împarte același univers, iar The Confederation Handbook descrie acest univers într-un stil de non-ficțiune.

## Omenirea în secolul al XXVII-lea
În trilogia Zorii nopții, omenirea - deși unită într-o organizație numiră Confederația - s-a divizat în două părți mari, adamiștii și edeniștii. Economia este dominată de edeniști, care mențin un monopol puternic asupra Confederației recoltând heliu 3 din gigantele gazoase. Resursa este folosită de toate navele adamiste ca și combustibil principal. Folosirea celeilalte surse de energie majore, antimateria, este ilegală din cauza potențialului ei militar devastator, iar posesia și producerea ei este o crimă capitală.

### Cultura adamistă
Adamiștii sunt cel mai numeros dintre cele două grupuri și se consideră a fi oamenii normali. Ei folosesc unele îmbunătățiri genetice, dar nu agreează în general folosirea "bitek"-urilor (tehnologii bio-organice) în cultura lor. Ei reprezintă un grup vast de oameni aparținând unor culturi și istorii diverse și, în sens larg, cuprind orice om care nu este edenist. Majoritatea adamiștilor, care sunt religioși măcar cu numele, nu folosesc bitekurile deoarece acestea au fost interzise de Papă în secolul XXI. În schimb, apelează la nanotehnologie, la care se referă folosind terminologia "nanonice". Nanonicele îndeplinesc multe dintre realizările psihologice ale bitekurilor, iar cele două tehnologii sunt relativ compatibile. Navele adamiste folosesc motoare bazate pe fuziune, ceea ce face ca cea mai mare parte a economiei umane să se bazeze pe proliferarea Heliului 3. Folosirea motoarelor superluminice le permite adamiștilor să colonizeze sisteme stelare, lucru realizat atât pe planete, cât și pe asteroizi.

### Cultura edenistă
Edeniștii reprezintă, în principiu, o singură cultură. Ei sunt o societate idealizată, egalitaristă, utopică și, deși nu crede în practicile religioase, nu le interzice. Majoritatea edeniștilor trăiesc în stații spațiale gigantice numite 'habitate', care orbitează gigante gazoase. Fiecare habitat individual este un organism viu, conștient, fiind arbitrul comunității sale. Habitatele nu pot fi mituite, sunt judecători imparțiali și sunt conștiente de aproape tot ce se petrece în interiorul lor și în imediata vecinătate. Cel mai important aspect al fiecărui edenist este folosirea afinității. Afinitatea este o formă avansată de comunicare mentală, similară conceptului actual de telepatie. Afinitatea le permite edeniștilor să comunice între ei și cu tehnologia lor (numită bitek). Spre deosebire de cultura adamistă, care este împărțită în mai multe unități politice, edeniștii formează o singură entitate guvernamentală cunoscută sub numele de Consens. Consensul este format din toți edeniștii dornici să se alăture unii altora într-o conștiință colectivă temporară, ceea ce permite reprezentarea directă a întregii populații în luarea deciziilor guvernamentale. În momentul morții, edeniștii pot folosi afinitatea pentru a-și transfera amintirile și personalitatea într-un dintre navele sau habitatele lor bitek, unde, după multe secole, devin treptat parte integrantă a personalității habitatului. Ținând cont că habitatele au o durată de viațăă de milenii, acest lucru este privit ca o formă de nemurire. Nici un habitat nu a murit încă de bătrânețe (și nici nu o va face, timp de milenii), având oricum posibilitatea de a-și transfera amintirile și personalitatea altui habitat dacă ar fi să moară. Religiile adamiste resping acestă încercare de a evita judecata divină a sufletului după moarte, aceasta fiind cauza de bază a schismei dintre culturile adamiste și edeniste.
Edeniștii au acces la călătoria cu viteze superluminice prin intermediul unor creaturi bitek gânditoare uriașe, numite "șoimi de vid". Acestea, împreună cu echipajele lor, creează o vastă armada de nave comerciale edeniste, care operează în Confederație și constituie o parte importantă a Marinei Confederației. Șoimii de vid se nasc și trăiesc în vidul spațial, fiind acordați la fluctuațiile câmpurilor magnetice și energetice din jurul lor și pot genera și controla cu precizie un câmp de distorsiune pentru a manipula spațiul înconjurător. Manipulând spațiul în acest fel, șoimii de vid pot deschide găuri de vierme prin care sar instantaneu pe distanțe lungi (mulți ani-lumină). Alt efect al câmpului de distorsiune este abilitatea de a afecta gravitația într-un și în jurul unui șoim de vid, lucru folosit pentru a reduce efectele asupra echipajului cauzate de manevrele executate în condiții de gravitație ridicată. Cu ajutorul puterii câmpurilor lor de distorsiune, șoimii de vid pot dobândi o viteză și o manevrabilitate de neatins pentru orice navă adamistă (cu excepția celor propulsate de ilegala și extrem de periculoasa antimaterie). 
Edeniștii își modifică genetic foarte mult copii, gena care permite afinitatea fiind inoculată din momentul concepției. Ei folosesc și "servitori" modificați, aceștia fiind în general cimpanzei dotați cu afinitate care îndeplinesc sarcini de rutină și le permit edeniștilor să se concentreze pe problemele mai importante. Edeniștii extrag rarul izotop heliu 3 din gigantele gazoase, folosindu-l apoi pentru propulsia cu fuziune.

## Acțiunea
Acțiunea trilogiei Zorii nopții este separată în principal în trei cărți, Disfuncția realității (1996), Alchimistul neutronic (1997) și Zeul adormit (1999), dar este completată și de culegerea de povestiri "A Second Chance at Eden", care oferă detalii legate de universul lui Hamilton.
Acțiunea conține mai multe fire narative, bazate pe personaje principale, secundare și terțiare. Acest lucru permite intrarea în profunzimile texturii complexe a universului, producând senzația de veridicitate și permițând explorarea unora dintre cele mai întunecate teme ale lui Hamilton. Printre aceste fire narative se numără, de exemplu, lupta lui Dariat din interiorul Valiskului.
În secolul al XXVII-lea, omenirea a colonizat aproape 900 de lumi, are atât nave vii, inteligente, cât și nave obișnuite și trăiește pe planete, asteroizi și pe stații spațiale gânditoare imense. Din cauza politicii autorităților coloniale, lumile sunt unite în principiu sub o singură formă de guvernământ, guvernele colective formând Confederația. Confederația îi include atât pe adamiști, cât și pe edeniști, două rase extraterestre (tyrathca și kiint), are o forță militară numită Marina (care are ca scop principal stârpirea contrabandiștilor, piraților și a facilităților de producție ilegale de antimaterie) și un 'sediu' central - lumea Avon. Pământul încă mai este o lume importantă, foarte populată, care exportă numeroși coloniști (voluntari sau nu), dar mediul a fost distrus de anii de abuz tehnologic.
Disfuncția realității
Pe noua planetă-colonie Lalonde, un om ucis în timpul unui ritual barbar este contactat de o entitate non-corporală. Fascinată, aceasta urmărește conștiința mortului în drumul ei spre lumea de dincolo, lăsând astfel deschisă poarta dintre lumi. Astfel, sufletele morților - majoritatea înnebunite de eonii de prizonierat - descoperă că pot reveni în universul nostru, unde încep să posede corpurile umane care le permit acest lucru (lucru pe care-l obțin întotdeauna prin tortură). Posedații dețin puteri energistice colosale, pot altera materia și devin canale prin care alte suflete îi pot poseda pe cei vii. În scurt timp, Lalonde este cucerită de posedați, care pornesc în spațiu și se răspândesc prin Confederație.
Toate încercările de a controla dispersia posedaților sunt sortite eșecului, iar singurele metodă prin care ei pot fi determinați să părăsească trupul posedat sunt moartea fizică a acestuia (care ucide și sufletul victimei posedării), sau plasarea în tau-zero (o stare de animație suspendată). În afara faptului că încep să infecteze o serie de lumi ale Confederației, posedații care reușesc să cucerească o întreagă planetă trec apoi la scoaterea acesteia din universul cunoscut.
Singura speranță pare a veni dinspre civilizația Tyrathca, al cărei Zeu adormit poate deține răspunsul la problema gravă cu care se confruntă omenirea.
Alchimistul neutronic
Posedații se răspândesc în tot mai multe lumi, unde își creează adevărate organizații: Al Capone pe Noua Californie, Keira Salter în habitatul Valisk, iar Quinn Dexter infectează multe planete în călătoria sa spre Pământ. Lumile Confederației înțeleg că e nevoie ca ele să coopereze pentru a face față posedaților, ajutate și unele suflete revenite din lumea de dincolo.
Joshua Calvert, un contrabandist bogat și cu mare succes la femei, este trimis împreună cu edenistul Syrinx și inventatoarea unei teribile arme neutronice, Dr. Alkad Mzu, în căutarea Zeului adormit al civilizației Tyrathca.
Zeul adormit
Confederația reușește să echilibreze balanța în fața posedaților. Singurul de neoprit este Quinn Dexter, care cucerește una după alta arcologiile de pe Pământ și se pregătește să deschidă calea zeului său întunecat. Alianța provizorie dintre cei care conduc Pământul și posedații care sunt împotriva lui Dexter îi face față cu greu.
Calvert ajunge la Zeul adormit, de la care află că mai multe civilizații din univers au trecut prin aceeași situație ca omenirea. El ajută la tranportarea lumilor umane în altă parte a universului, proces în care sufletele sunt nevoite să părăsească trupurile posedate. Sufletele, conduse de Dexter, sunt exilate într-un univers doar al lor.

## Teme
Povestea descrie sute de civilizații, rase și specii de pe mii de lumi. Deși nu îi prezintă cititorului o temă singulară sau un scop implicit, ea demonstrează că, în ciuda dezvoltării remarcabile în tehnologie și societate a civilizației umane, suntem fundamental aceiași. Confederația este descrisă de Zeul Adormit ca un stat al clasei de mijloc, care suferă de pe urma războiului, genocidului, distrugerii mediului, crimelor abominabile și lăcomiei, lucru exemplificat perfect de Pământ ca centru putred al Confederației. Pe de altă parte, perspectiva raselor extraterestre, a navelor stelare, a ingineriei genetice și a lumilor locuibile este extrem de optimistă, făcând din Confederație o eră de aur a omenirii.
O temă prezentă în poveste este aceea a dualității (de exemplu aceea dintre adamiști vs edeniști, tyrathca vs mosdva). Fiecare parte a dualității reprezintă o diviziune a naturii individuale. Edeniștii reprezintă natura logică a omenirii, în timp ce adamiștii o reprezintă pe cea emoțională, când, de fapt, omenirea este un întreg al ambelor. Tyrathca reprezintă permanența, în timp ce mosdva reprezintă creativitatea.

## Personaje
- Joshua Calvert - căpitan al navei stelare Lady Macbeth, are o moralitate îndoielnică și o nevoie patologică de a profita de tinerele vulnerabile atrase de statutul său. Extrem de capabil în meseria sa, are o contribuție esențială la terminarea crizei.
- Al Capone - unul dintre personajele istorice cunoscute revenite din lumea de dincolo, cucerește mai multe planete și pune bazele unei organizații cu sediul pe Noua Californie. S-a remarcat prin tacticile îndrăznețe și prin încercarea de a determina posedații și non-posedații să lucreze împreună. Înainte de a muri, face un pact cu Confederația pentru a permite sufletelor pe care le conduce să scape.
- Quinn Dexter - satanist dedicat și răzbunător, dornic de a produce suferință tuturor celor din jur, devine cel mai puternic dintre posedați și vrea să-i deschidă zeului său întunecat calea spre lume. Este unul dintre antagoniștii majori, iar puterile sale energistice depășesc abilitățile Confederației. Singura șansă împotriva sa o constituie Zeul adormit, cu ajutorul căruia este trimis într-un alt univers, împreună cu toate sufletele din lumea de dincolo.
- Louise Kavanagh - fiica naivă a unui latifundiar de pe planeta Norfolk, rămâne însărcinată cu Joshua Calvert și este nevoită să fugă atunci când planeta cade în mâna posedaților. Ea ajunge pe Pământ împreună cu sora ei, Genevieve și, ajutată de posedatul Fletcher Christian încearcă să-l oprească pe Quinn Dexter. Salvată în ultima clipă de Joshua, devine soția acestuia și revine pe Norfolk.
- Ione Saldana - cunoscută și ca Lordul Ruinelor, este nepoata creatorului habitatului adamist Seninătate. Este una dintre iubitele lui Joshua Calvert și are o contribuție importantă în războiul împotriva posedaților.
- Samual Aleksandrovich - comandantul Marinei Confederației, înțelege genocidul la care ar duce o acțiune în forță împotriva posedaților. Reușește să păstreze un echilibru rezonabil în război până când Zeul adormit oferă soluția împotriva posedaților.
- Liol Calvert - fratele vitreg al lui Joshua. După o serie de neînțelegeri, cei doi frați ajung să colaboreze.
- Dariat - descendent al lui Rubra, conducătorului habitatului edenist Valisk. Inițial refuză să-i urmeze la conducere acestuia, dar apoi își unește forțele cu el împotriva posedaților.
- André Duchamp - negustor francez imoral, dispus să facă orice pentru prețul corect. Lucrează o vreme pentru Capone, apoi este trimis pe o colonie-penitenciar.
- Ashly Hanson - membru al echipajului lui Joshua Calvert, care are grijă să-și asigure o situație financiară favorabilă profitând de avantajele capsulelor de stază tau-zero.
- Ralph Hilch - conducător de pe Lalonde, planera pe care a început posedarea. Reușește să convingă Regatul Kulu și edeniștii să se alăture războiului împotriva posedaților și înregistrează o victorie importantă pe Ombey.
- Genevieve Kavanagh - sora mai mică a Louisei, pe care o însoțește în exil.
- Laton - criminal edenist, expert în biotehnologie, a încercat să devină nemuritor împrăștiindu-și conștiința în mai multe corpuri cu ajutorul afinității și a lansat un virus mortal care a distrus creierul habitatului și a ucis sute de mii de edeniști. Refugiat pe Lalonde, a ajuns să se confrunte cu Quinn Dexter, care l-a înfrânt.
- Dr. Alkad Mzu - inventatoarea Alchimistului, o armă capabilă să transforme o stea în novă sau într-o gaură neagră. Condamnată pentru descoperirea ei, Mzu este pusă sub sechestru și evadează, ajutându-l ulterior pe Joshua Calvert în misiunile sale.
- Rubra - conducătorul edenist al habitatului Valisk, a modificat genetic șoimii-de-vid și i-a transformat în șoimi-de-iad. Folosește afinitatea asupra descendenților săi, pentru a-i transforma în copii ale sale și sajută habitatul în fața posedaților.
- Gerald Skibbow - colonist de pe Lalonde, unul dintre primii oameni posedați. După ce e capturat și plasat în tau-zero, sufletul posedant îi părăsește trupul, iar el devine obsedat să-și găsească fata dispărută.
- Marie Skibbow - fiica de 18 ani a lui Gerald, intră în posesia Kierei Salter, care se infiltrează în Organizația lui Al Capone și înearcă să-i submineze acestuia puterea.
- Syrinx - edenistă, căpitan al șoimului-de-vid Oenone. După ce încearcă să demaște acțiunile de contrabandă ale lui Joshua Calvert, i se alătură acestuia în căutarea Zeului adormit.

## Planete și habitate

### Planete
- Atlantis - singura planetă colonizată de edeniști, complet acoperită cu apă pe care plutesc șase insule coraligene
- Avon - lumea capitală a Confederației
- Pământ - planeta de origine a omenirii, cu o populație care trăiește în arcologii, e legat cu lifturi spațiale de  Haloul O'Neill, un inel de asteroizi locuiți
- Felicity - prima planetă terra-compatibilă descoperită
- Garissa - planeta de origine a lui Akad Mzu, distrusă cu arme de antimaterie
- Golomo - planetă gigantică gazoasă, locul de origine al unei specii de amibe aeriene
- Jobis - planetă locuită de rasa Kiint
- Jupiter - planetă din sistemul solar prbitată de habitate edeniste
- Kulu - lumea-capitală a Regatului Kulu, foarte avansată din punct de vedere tehnologic și independentă energetic
- Kursk - planetă cucerită de Organizația lui Al Capone, fiind lipsită de sisteme defensive
- Lalonde - colonie nouă pe care apar primii posdeați
- Marte - planetă terraformată din sistemul solar
- Mastrit-PJ - planeta de origine a rasei Tyrathca, abandonată cu multe mii de ani în urmă
- Mirchusko - gigantă gazoasă, casa habitatului Seninătate și a Lordului Ruinelor
- Noua Californie - colonie cu legi stricte privind imigrația, prima planetă cucerită de Al Capone
- Noul Washington - lume prosperă, democratică, aliată cu Regatul Kulu
- Ngeuni - lume-colonie
- Norfol - lume agricolă care a interzis folosirea majorității tehnologiilor, este cunoscută pentru "Lacrimile Norfolk", una dintre cele mai scumpe băutuir alcoolice din Confederație
- Nyvan - una dintre primele planete locuibile colonizate de oameni, ecologia ei este distrusă de Quinn Dexter
- Ombey - colonie a Regatului Kulu din care o parte ajunge să fie ocupată de posedați; încercarea de a-i înfrânge expulzează acea porțiune din universul nostru
- Omuta - lume aflată în război cu Garissa și care, amenințată fiind cu Alchimistul Neutronic al lui Dr. Mzu, folosește arme cu antimaterie pentru a-și distruge dușmanul
- Oshanko - lume-port pentru a patra flotă ca mărime din Confederație
- Saturn - gigantă gazoasă din sistemul solar înconjurată de numeroase habitate
- Yosemite - gigantă gazoasă situată în același sistem cu Noua Californie, înconjurată de habitate nevoite să reziste într-un război inițiat de Al Capone

### Habitate
- Seninătate - habitat bitek condus de o ramură a familiei Saldana, situat în apropierea Inelului Ruinelor, complex aparținând defunctei rase Laymil
- Valisk - habitat edenist independent condus de Rubra, locul de origine al șoimilor-de-iad
- Eden - primul habitat construit vreodată, situat în apropierea planetei Jupiter, locul din care s-a răspândit ulterior cultura edenistă
- Pallas - al doilea habitat construit, tot pe orbita lui Jupiter
- Perseus - primul habitat edenist extra-solar
- Remus - habitat aflat pe orbita lui Saturn, una dintre cele două baze ale șoimilor-de-vid
- Romulus - habitat aflat pe orbita lui Saturn, una dintre cele două baze ale șoimilor-de-vid

## Specii extraterestre
Kiint
Rasă telepatică interesată de activitățile umane, poate comunica prin intermediul afinității cu edeniștii. Corpul lor are secțiune ovală, cu o lungime de nouă metri și o lățime de trei, opt picioare groase, elefantine, două brațe tentaculare și un cap de forma unui scut cu doi ochi și șase orificii respiratorii.
Mosdva
Specie nomadă cu dezvoltare lentă originară de pe Mastrit-PJ, adusă la sclavie de agrsesivii Tyrathca pentru tehnologia pe care era capabilă s-o creeze. A construit navele cu care Tyrathca s-a răspândit în univers și a rămas să populeze habitatele-asteroid din sistemul de origine, organizate în orașe-disc care se luptă pentru supremație. Nu cunosc călătoria cu viteze superluminice, iar lipsa materiei prime i-a determinat să realizeze în propriul soare mine de extragere a hidrogenului, pe care-l transformă ulterior în alte elemente cu ajutorul fuziunii nucleare.
Tyrathca
Specie organizată în caste, s-a folosit de Mosdva pentru a se răspândi în spațiu. Diferențele psihologice față de oameni au pus probleme privind comunicațiile și comerțul, dar Tyrathca a ajuns în cele din urmă să ocupe un loc în consiliul COnfederației.

## Opinii critice
Science Fiction Chronicle consideră trilogia Zorii nopții „cel mai măreț act creativ în domeniul SF de când Babylon 5 a măturat pânzele de păianjen de pe Star Trek”. Science Fiction Weekly o descrie ca „space opera uriașă și tumultuoasă, care are câte ceva pentru fiecare... Universul lui Hamilton nu poate să încapă într-un singur volum. Sunt prea mulți eroi pe care să-i îndrăgim, ticăloși pe care să-i detestăm și lumi pe care să le explorăm”. La rândul său, Locus crede că este „o serie care îndeplinește una dintre principalele misiuni ale science fiction-ului și ale literaturii în general: creează o lume la scara lumii reale și îi conferă aceeași complexitate”.
Entertainment Weekly apreciază că „arareori literatura science-fiction a produs o serie atât de bogată, satisfăcătoare și realmente uriașă ca volum”, iar Isaac Asimov's Science Fiction Magazine face următoarea comparație: „Precum George R. R. Martin în fantasy, Hamilton a demonstrat în SF cum se poate spune o poveste impresionantă”. 
San Francisco Chronicle o cataloghează drept „una dintre seriile favorite ale fanilor, nu numai datorită intrigii și a răsturnărilor incredibile de situații, ci și pentru bogăția universului imaginat”. SF Site merge mai departe și prevede că „Trilogia Zorii nopții va deveni în curând un titlu clasic în literatura SF”.